# D12 World
D12 World (englisch für „D12-Welt“) ist das zweite Studioalbum der Detroiter Rap-Crew D12. Es erschien am 27. April 2004 über Eminems Label Shady Records.

## Produktion und Samples
Der ausführende Produzent des Albums ist Eminem; er schuf die Beats zu den Titeln Git Up, Loyalty, Dude (Skit), My Band, 6 in the Morning, Get My Gun, Bizarre (Skit), Bitch, Steve’s Coffee House (Skit), Bugz ’97 (Skit) und Slow Your Roll. D12-Mitglied Denaun Porter produzierte die Beats zu I’ll Be Damned, U R the One, Commercial Break und Barbershop sowie in Zusammenarbeit mit Ess Man, der als Co-Produzent fungierte, den Song Good Die Young. Dr. Dre & Mike Elizondo produzierten zusammen den Beat zu American Psycho II. Die Produzenten Hi-Tek (Just Like U), Witt & Pep (How Come), Red Spyda (Leave Dat Boy Alone), Trackboyz (40 Oz) und Night & Day (Keep Talkin’) sind ebenfalls mit je einem Beat vertreten. Außerdem zeigt sich der Rapper Kanye West für das Instrumental zum Titelsong D12 World verantwortlich.
Lediglich zwei Stücke des Albums enthalten Samples von Liedern anderer Künstler. So wird bei Good Die Young der Track Just An Old Fashioned Love Song von Three Dog Night gesampelt und Keep Talkin’ enthält Elemente von Tortuga des Künstlers Matthew Moore.

## Covergestaltung
Das Albumcover zeigt die Erdkugel, umgeben vom Weltall. Von unten greift eine riesige Hand nach ihr, welche am Zeigefinger einen Ring mit dem Logo von D12 trägt. Links oben befindet sich der Schriftzug D12 World.

## Gastbeiträge
Auf sieben Titel treten neben den Rappern von D12 andere Künstler oder Personen in Erscheinung. So ist Shady-Records-Mitglied Obie Trice beim Song Loyalty zu hören, während der Rapper Young Zee in Commercial Break einen Auftritt hat. Cypress-Hill-Frontmann B-Real hat ein Gastbeitrag auf American Psycho II und das 1999 verstorbene Ex-D12-Mitglied Bugz rappt auf dem Skit Bugz ’97 ein paar Zeilen. Außerdem ist Steve King im Skit Steve’s Coffee House zu hören und Deanna Johnson zeigt sich für den Hintergrundgesang bei Bitch verantwortlich.

## Titelliste
| #  | Titel                       | Gastbeiträge   | Produzent                      | Länge | Besetzung |
| -- | --------------------------- | -------------- | ------------------------------ | ----- | --- |
| 1  | Git Up                      |                | Eminem                         | 4:03  | 1. Vers: Eminem 2. Vers: Swift, Kuniva Outro: Bizarre Refrain: Eminem                                                                               |
| 2  | Loyalty                     | Obie Trice     | Eminem                         | 5:54  | Intro: Eminem 1. Vers: Swift 2. Vers: Bizarre, Obie Trice 3. Vers: Proof 4. Vers: Kuniva, Kon Artis Refrain: Kon Artis Outro: Kon Artis             |
| 3  | Just Like U                 |                | Hi-Tek                         | 3:31  | Bizarre-Solo |
| 4  | I’ll Be Damned              |                | Denaun Porter                  | 4:21  | Intro: Proof 1. Vers: Kon Artis 2. Vers: Swift 3. Vers: Bizarre, Kuniva Refrain: Kon Artis                                                          |
| 5  | Dude (Skit)                 |                | Eminem                         | 1:14  | Kuniva, Bizarre, Eminem |
| 6  | My Band                     |                | Eminem                         | 4:58  | 1. Vers: Eminem 2. Vers: Swift, Kuniva, Kon Artis 3. Vers: Proof, Bizarre Refrain: Eminem, Bizarre Intro/Outro: Eminem                              |
| 7  | U R the One                 |                | Denaun Porter                  | 4:19  | 1. Vers: Swift, Bizarre 2. Vers: Proof, Kuniva 3. Vers: Kon Artis Refrain: Kon Artis                                                                |
| 8  | 6 in the Morning            |                | Eminem                         | 4:38  | Intro: Eminem 1. Vers: Eminem 2. Vers: Swift 3. Vers: Kuniva, Kon Artis Refrain: Eminem                                                             |
| 9  | How Come                    |                | Witt & Pep                     | 4:09  | 1. Vers: Eminem 2. Vers: Kon Artis 3. Vers: Proof Refrain: Eminem                                                                                   |
| 10 | Leave Dat Boy Alone         |                | Red Spyda                      | 5:23  | 1. Vers: Swift 2. Vers: Kon Artis 3. Vers: Kuniva Refrain: Eminem Outro: Eminem                                                                     |
| 11 | Get My Gun                  |                | Eminem                         | 4:34  | Intro: Eminem, Kon Artis 1. Vers: Swift 2. Vers: Kuniva, Proof 3. Vers: Eminem, Kon Artis 4. Vers: Bizarre Refrain: Eminem                          |
| 12 | Bizarre (Skit)              |                | Eminem                         | 1:21  | D12 |
| 13 | Bitch                       | Deanna Johnson | Eminem                         | 4:56  | Intro: Eminem 1. Vers: Eminem 2. Vers: Swift, Bizarre 3. Vers: Kuniva, Kon Artis, Deanna Johnson, Proof Refrain: Eminem, Kon Artis Outro: Kon Artis |
| 14 | Steve’s Coffee House (Skit) | Steve King     | Eminem                         | 0:51  | Steve King |
| 15 | D12 World                   |                | Kanye West                     | 3:10  | Intro: Bizarre 1. Vers: Bizarre, Swift, Kuniva, Kon Artis, Proof 2. Vers: Kuniva, Bizarre, Swift, Kon Artis Refrain: D12                            |
| 16 | 40 Oz                       |                | Trackboyz                      | 4:02  | Intro: Kuniva 1. Vers: Bizarre 2. Vers: Eminem 3. Vers: Kuniva 4. Vers: Proof Refrain: D12                                                          |
| 17 | Commercial Break            | Young Zee      | Denaun Porter                  | 1:12  | Intro: Kuniva Vers: Young Zee |
| 18 | American Psycho II          | B-Real         | Dr. Dre und Mike Elizondo      | 3:44  | 1. Vers: Swift, Kuniva 2. Vers: Bizarre, Eminem Refrain: B-Real                                                                                     |
| 19 | Bugz ’97 (Skit)             | Bugz           | Eminem                         | 1:05  | Vers: Bugz |
| 20 | Good Die Young              |                | Denaun Porter und Ess Man (Co) | 5:56  | Intro: Bizarre 1. Vers: Kon Artis 2. Vers: Bizarre, Kuniva 3. Vers: Proof 4. Vers: Swift Refrain: Kon Artis                                         |
| 21 | Keep Talkin’ (Bonus-Track)  |                | Night & Day                    | 4:28  | Intro: Bizarre 1. Vers: Kuniva, Swift 2. Vers: Bizarre, Proof Refrain: Eminem Outro: Eminem                                                         |

Bonus-CD:
| # | Titel          | Gastbeiträge | Produzent     | Länge | Besetzung |
| - | -------------- | ------------ | ------------- | ----- | --- |
| 1 | Barbershop     |              | Denaun Porter | 4:23  | Intro: Kon Artis 1. Vers: Kon Artis 2. Vers: Kuniva 3. Vers: Bizarre, Proof, Kon Artis, Swift Refrain: Kon Artis |
| 2 | Slow Your Roll |              | Eminem        | 4:25  | Intro: Eminem 1. Vers: Swift, Proof 2. Vers: Bizarre, Kuniva 3. Vers: Kon Artis Refrain: Eminem Outro: Kon Artis |

## Kritiken
D12 World wurde von Kritikern überwiegend durchschnittlich bewertet. Die Seite Metacritic errechnete aus 13 Kritiken englischsprachiger Medien einen Schnitt von 58 %.
- laut.de gab D12 World zwei von möglichen fünf Punkten. Besonders die schwache Produktion wird kritisiert:

„Hölzern und verkrampft versuchen [Eminems] sechs Tunes "Git Up", "Loyalty", "My Band", "6 In The Morning", "Get My Gun" und "Bitch" mit verschachtelten Snares und dramatischen Piano- und Gitarrenfragmenten zu grooven, brechen sich dabei jedoch stets die steifen Beat-Beine. […] Leidtragende des Beat-Debakels: Ems Detroiter Kumpel Bizarre, Kon Artis, Kuniva, Proof und Swift, deren überdurchschnittliche Lyrics und Flows sich zu sehr in Eminem’schen Comic- und Bubblegum-Styleregionen bewegen müssen. Bestes Beispiel ist die Single "My Band". Das nette Superstar-Homie-Konzept funktioniert nicht. Eminem dominiert den Track wie das gesamte Bandimage, und ohne eigene Freiheiten stehen D-12 in seinem Schatten.“

## Kommerzieller Erfolg

### Chartplatzierungen und Singles
D12 World stieg in der 20. Kalenderwoche des Jahres 2004 auf Platz 2 in die deutschen Charts ein und belegte in den folgenden Wochen die Positionen 6; 5 und 8. Insgesamt konnte sich das Album 21 Wochen in den Top 100 halten. In den deutschen Jahrescharts 2004 belegte der Tonträger Rang 34.
| ChartsChartplatzierungen       | Höchstplatzierung | Wochen |
| ------------------------------ | ----------------- | ------ |
| Deutschland (GfK)              | 2 (21 Wo.)        | 21     |
| Österreich (Ö3)                | 5 (20 Wo.)        | 20     |
| Schweiz (IFPI)                 | 3 (19 Wo.)        | 19     |
| Vereinigte Staaten (Billboard) | 1 (28 Wo.)        | 28     |
| Vereinigtes Königreich (OCC)   | 1 (22 Wo.)        | 22     |

| ChartsJahrescharts (2004)      | Platzierung |
| ------------------------------ | ----------- |
| Deutschland (GfK)              | 34          |
| Schweiz (IFPI)                 | 64          |
| Vereinigte Staaten (Billboard) | 30          |
| Vereinigtes Königreich (OCC)   | 62          |

Als Singles wurden My Band und How Come veröffentlicht. Außerdem wurden Musikvideos zu den Liedern Git Up, 40 Oz und U R the One gedreht.

### Auszeichnungen für Musikverkäufe
D12 World erreichte aufgrund der Verkaufszahlen unter anderem in Deutschland für über 100.000 verkaufte Einheiten Gold-Status. In den USA verkaufte sich das Album in der ersten Woche 544.000 Mal und erhielt für insgesamt mehr als zwei Millionen Verkäufe eine doppelte Platin-Auszeichnung.
| Land/Region                  | Auszeichnungen für Musikverkäufe (Land/Region, Auszeichnung, Verkäufe) | Verkäufe  |
| ---------------------------- | ---------------------------------------------------------------------- | --------- |
| Australien (ARIA)            | Platin                                                                 | 70.000    |
| Dänemark (IFPI)              | Platin                                                                 | 20.000    |
| Deutschland (BVMI)           | Gold                                                                   | 100.000   |
| Japan (RIAJ)                 | Platin                                                                 | 250.000   |
| Neuseeland (RMNZ)            | Platin                                                                 | 15.000    |
| Vereinigte Staaten (RIAA)    | 2× Platin                                                              | 2.000.000 |
| Vereinigtes Königreich (BPI) | Platin                                                                 | 300.000   |
| Insgesamt                    | 1× Gold · 7× Platin ·                                                  | 2.755.000 |